# مسیه ۱۰۷
مسیه ۱۰۷(به انگلیسی: Messier 107) یا ان‌جی‌سی ۶۱۷۱ یک خوشه ستاره‌ای کروی در صورت فلکی مارافسای است که فاصله آن از زمین بیست هزار سال نوری و قدر ظاهری آن ۱۰ است.

## نگارخانه

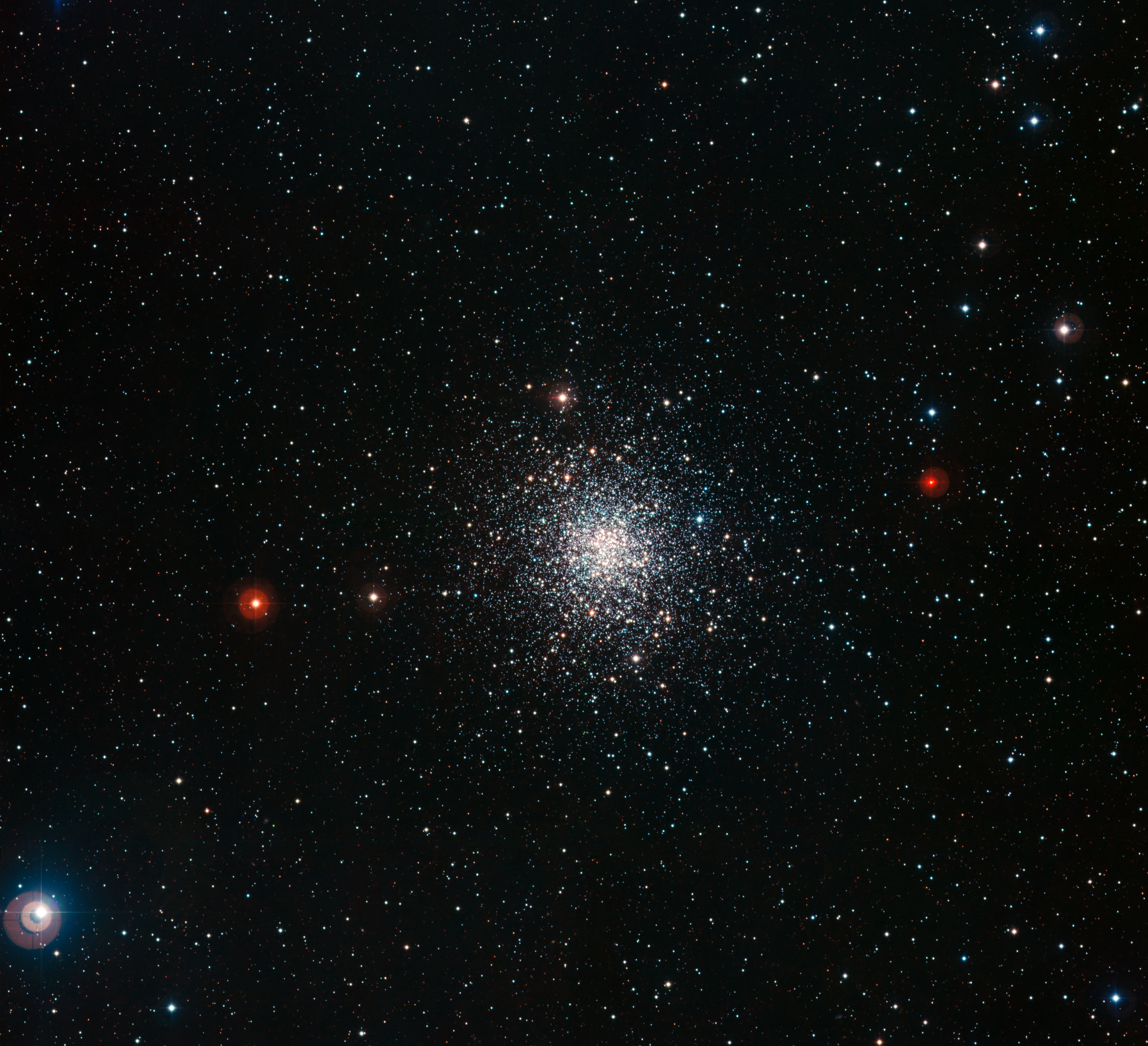